# Sveriges riksdag

I plenisalen (kammaren) är ledamöterna, vid votering, placerade efter valkrets.

Sveriges riksdag, eller riksdagen, är Sveriges lagstiftande församling och enligt regeringsformen ”folkets främsta företrädare”. Riksdagen består av en enda kammare med 349 ledamöter, som väljs genom allmänna och direkta val vart fjärde år.
Riksdagen ansvarar för att stifta lagar, besluta om skatt till staten och bestämma hur statens medel ska användas. Riksdagen utövar även parlamentarisk kontrollmakt över regeringen, med möjligheten att avsätta den genom en misstroendeförklaring. En ny statsminister kan inte tillträda utan att först ha godkänts av riksdagen. I enlighet med principen om negativ parlamentarism är statsministern och övriga regeringen tolererad av riksdagen så länge inte mer än hälften av riksdagens ledamöter röstar emot den.
Riksdagen leds av en talman, som sedan den 24 september 2018 är Andreas Norlén (M). Ledamöterna är organiserade i olika partigrupper efter politiskt parti. De utses genom direkta val; det senaste ägde rum den 11 september 2022 och nästa ordinarie val är planerat till den 13 september 2026. Riksdagen har sitt säte i Riksdagshuset i Stockholm.

## Organisation
Riksmötet öppnar den andra tisdagen i september varje år, utom de år allmänt val hålls. Då öppnar det några veckor senare.
Riksdagen är organiserad i sexton riksdagsutskott samt i EU-nämnden. Utrikesnämnden intar en särställning då den leds av statschefen och är ett samrådsorgan mellan regeringen och riksdagen. Det årliga riksdagsarbetet indelas i arbetsperioder som kallas sessioner. Riksdagen är representerad i internationella organ, till exempel Europarådet, Europeiska unionen, Nordiska rådet och Förenta nationerna. Riksdagens funktion, direktiv och bestämmelser föreskrivs av Riksdagsordningen (RO).
Riksdagen har liksom regeringen myndigheter knutna till sig, vilka i flera fall har till funktion att verka för riksdagens kontrollmakt. För närvarande har riksdagen tolv myndigheter, utöver Riksdagsförvaltningen, vilken sköter den interna förvaltningen: 
- Riksdagens ombudsmän (JO)
- Riksrevisionen
- Sveriges riksbank
- Nämnden för lön till riksdagens ombudsmän och riksrevisorerna
- Partibidragsnämnden
- Riksdagens ansvarsnämnd
- Riksdagens arvodesnämnd
- Riksdagens överklagandenämnd
- Statsrådsarvodesnämnden
- Valprövningsnämnden
- Utrikesnämnden
- Krigsdelegationen

Riksdagens valberedning utses av riksdagen. Det är ett organ som bereder de val som äger rum i kammaren. Den bereder inte val av riksföreståndare, talman, kammarsekreterare, justitieombudsman eller riksrevisor.

## Uppgifter
Sveriges riksdag utgör landets lagstiftande makt. Den är Sveriges högsta beslutande organ, och den viktigaste demokratiska församlingen i landet. Utöver lagstiftningsmakten har riksdagen även i uppgift att besluta om skatt till staten och bestämma hur statens medel ska användas. Därtill hör att riksdagen ska granska rikets styrelse (regeringen och statsråden) och förvaltning.
Riksdagsarbetet består bland annat i att behandla förslag till nya lagar. Dessa finns i två varianter: dels propositioner, som är förslag skrivna av regeringen, dels och motioner, som är förslag som är författade av enskilda riksdagsledamöter. Dessa motioner och propositioner behandlas inom det riksdagsutskott som har hand om förslagets ämnesområde och utskottets beslut skrivs ned i ett utskottsbetänkande. Riksdagsledamöterna arbetar även med att delta vid arbetsplena och bordläggningsplena, framställa skriftliga frågor och interpellationer till statsråd och delta i debatter. Riksdagsledamöternas arbete pågår i stor utsträckning inom utskotten.
Riksdagen har även flera kontrolluppgifter – den kontrollerar regeringens och myndigheternas arbete. Ett av riksdagens viktigaste beslut är att anta statens budget som lämnas som en proposition av regeringen till riksdagen två gånger per år. Riksdagens viktigaste kontrollorgan är konstitutionsutskottet och Justitieombudsmannen.

## Historia

### Ståndsriksdagens etablerande
Riksdagen i Sverige leder sitt ursprung dels från de gamla alltingen samt de församlingar som valde landets kung, dels från stormannaförsamlingar som under namn av herredagar eller hovdagar förekom under 1200-, 1300- och 1400-talen.
En datering av riksdagens uppkomst, vilket varit en mycket omdiskuterad fråga, blir beroende av hur man definierar begreppet riksdag. Fäster man endast avseende vid att det var en för hela landet representativ församling som hade viss beslutanderätt, så kan den valnämnd som utsåg kungen kallas Sveriges första riksdag och riksdagens uppkomst dateras till 1319.
Lägger man däremot vikten på att samtliga befolkningsgrupper varit representerade samt att mötet fyllt en funktion i rikets styrelse kan man tala om en riksdag först på 1400-talet.
Redan 1435 kallade man till ett möte i Arboga för att diskutera och besluta om rikets angelägenheter. Arboga möte har därför ibland kallats Sveriges första riksdag. Men först vid Gustav Vasas två riksmöten i Västerås 1527 och 1544 kan man tala om en riksdag med representation av de fyra stånden: adel, präster, borgare och bönder. Själva termen riksdag kom i bruk på 1540-talet, och 1617 antogs den första riksdagsordningen: Ordningen för ständernas sammanträden, vilken reglerade arbetsformerna för dåtidens riksdag och hur ärendena skulle behandlas. Under 1600-talet utvecklades också systemet med propositioner, förslag från kungen till riksdagen. Riksdagen tillsatte utskott med representanter för de fyra stånden för att förhandla fram beslutsunderlag. Sedan 1500-talet hade stånden och riksdagsmännen också ett slags motionsrätt; de kunde lägga fram egna politiska förslag, som kallades besvär.
Utskottsväsendet växte fram. Bestämmelser infördes om vilka som skulle kallas till riksdagen och vid vilka tillfällen riksdagen skulle inkallas. Det karolinska enväldet, vars införande skedde i samverkan med riksdagen, försvagade riksdagens ställning; riksdagen blev ett lydigt redskap i kungens händer.

### Frihetstiden
Desto större dominans fick riksdagen under frihetstiden på 1700-talet, genom riksdagsordningen 1723, som i stort sett koncentrerade all makt till ständerna. Under 1700-talet var dom ofta förekommande mutorna, i många fall från Frankrike och Ryssland som ville styra Sveriges politik åt deras egna respektive intressen, ett väl etablerat, (om än inofficiell), politiskt verktyg i Sverige. En anledning att det var så förekommande var att riksdagsmän inte fick någon lön för sin möda, och inte alla var förmögna nog att kunna jobba gratis. Ett partisystem, hattar och mössor, och en parlamentarism, som företer vissa likheter med nutidens, växte fram. Traditionerna i det nuvarande riksdagsarbetet, särskilt inom utskotten, går tillbaka till denna tid (för exempel på riksdagsutskott under frihetstiden, se Riksdagen 1760–1762). Detta ständervälde – slutligen försvagat av ekonomiska kriser, ståndsmotsättningar och korruption – föll samman när kung Gustav III genomförde sin oblodiga statsvälvning år 1772.

### Gustavianska tiden
Gustav III:s statsvälvning innebar slutet på Frihetstiden och en återgång till en maktdelning mellan kungen och riksdagen, vilken befästes i 1772 års regeringsform, som beslutades på Riksdagen 1771–1772. Regeringsformen byggde på maktdelningsprincipen i Montesquieus anda, där Riksdagen behöll sin roll som lagstiftande makt samt sin suveräna rätt till beskattning, och kungen återtog rollen som den verkställande makten. Vid Riksdagen 1789 infördes Förenings- och säkerhetsakten, som var ett tillägg till 1772 års regeringsform. Nu utökades kungens makt, och han kunde fritt besluta om krig och fred, något som tidigare endast ankom på riksdagen. Dock innebar det också slutet för det högadliga riksrådet och att föregångaren till dagens regering bildades, Rikets allmänna ärendens beredning. Till Riksdagen 1789 skrev även tonsättaren Joseph Martin Kraus en öppningsmarsch som kallas Riksdagsmarschen.

### 1809 års författning
År 1809 fick Sverige en ny regeringsform, vilken följdes av 1810 års riksdagsordning.. Den föreskrev en fortsatt delning av makten mellan kungen och riksdagen, som fortfarande bestod av de fyra stånden. Nu fick även domstolar och myndigheter en självständig ställning och justitieombudsmannaämbetet inrättades. Maktdelningsläran, som skilde mellan lagstiftande, dömande och verkställande makt, utövade stort inflytande på 1809 års regeringsform som, låt vara med stora ändringar, kom att gälla till och med utgången av 1974.

### Tvåkammarsystem

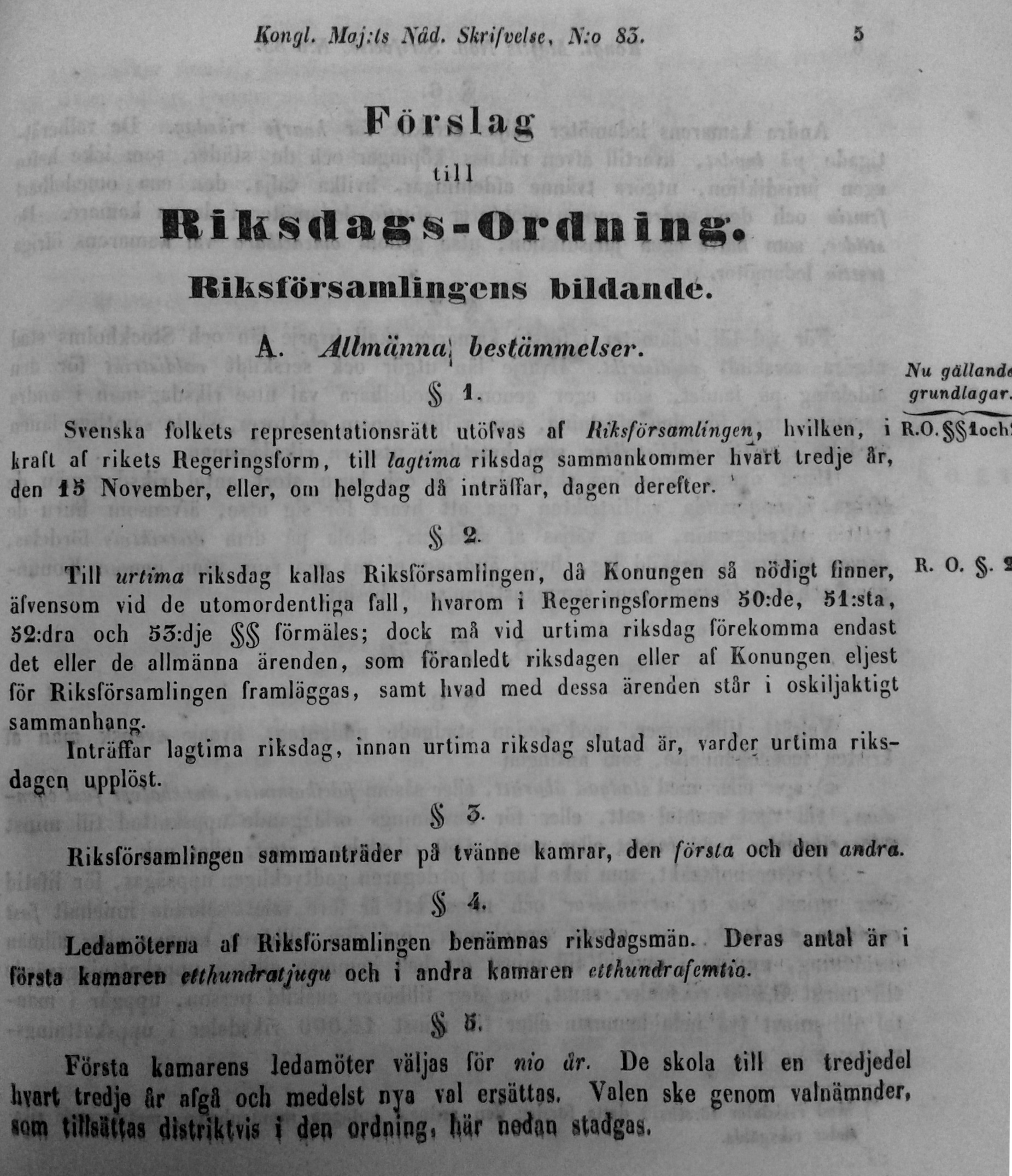
Med riksdagsordningen 1866 ersattes ståndsriksdagen av ett tvåkammarsystem.

Mellan 1809 och 1974 gjordes viktiga förändringar i författningen för att även de framväxande nya samhällsklasserna skulle bli representerade. Genom att Riksdagen 1865–1866 beslutade att införa riksdagsordningen 1866 genomfördes representationsreformen, vilken innebar att ståndsriksdagen upphörde och ersattes av ett tvåkammarsystem.
Efter tvåkammarriksdagens införande 1867 valdes första kammaren indirekt genom landstingen och de största städernas kommunala beslutande församlingar för en period av 9 år. Den ansågs representera ”bildningen och förmögenheten”. Endast män var valbara och dessutom fanns ålders-, inkomst- och förmögenhetsvillkor; för valbarhet till första kammaren krävdes att man 
- hade fyllt 35 år
- samt
  - a) ägde en fastighet taxerad till minst 80 000 riksdaler eller
  - b) hade en skattepliktig inkomst på minst 4 000 riksdaler.

Endast 6 000 personer i hela landet uppfyllde dessa krav. De 125 ledamöterna i första kammaren hade inte heller något arvode för sitt arbete i riksdagen. Ledamöterna i första kammaren fördelade sig 1867 yrkesvis som 40 procent högre ämbetsmän, 35 procent godsägare och 25 procent storföretagare. Jämsides med den allmänna rösträtten utvecklades och accepterades allmänt det parlamentariska styrelseskicket, som innebär att regeringen för sin existens är beroende av riksdagens stöd.

### Rösträtten

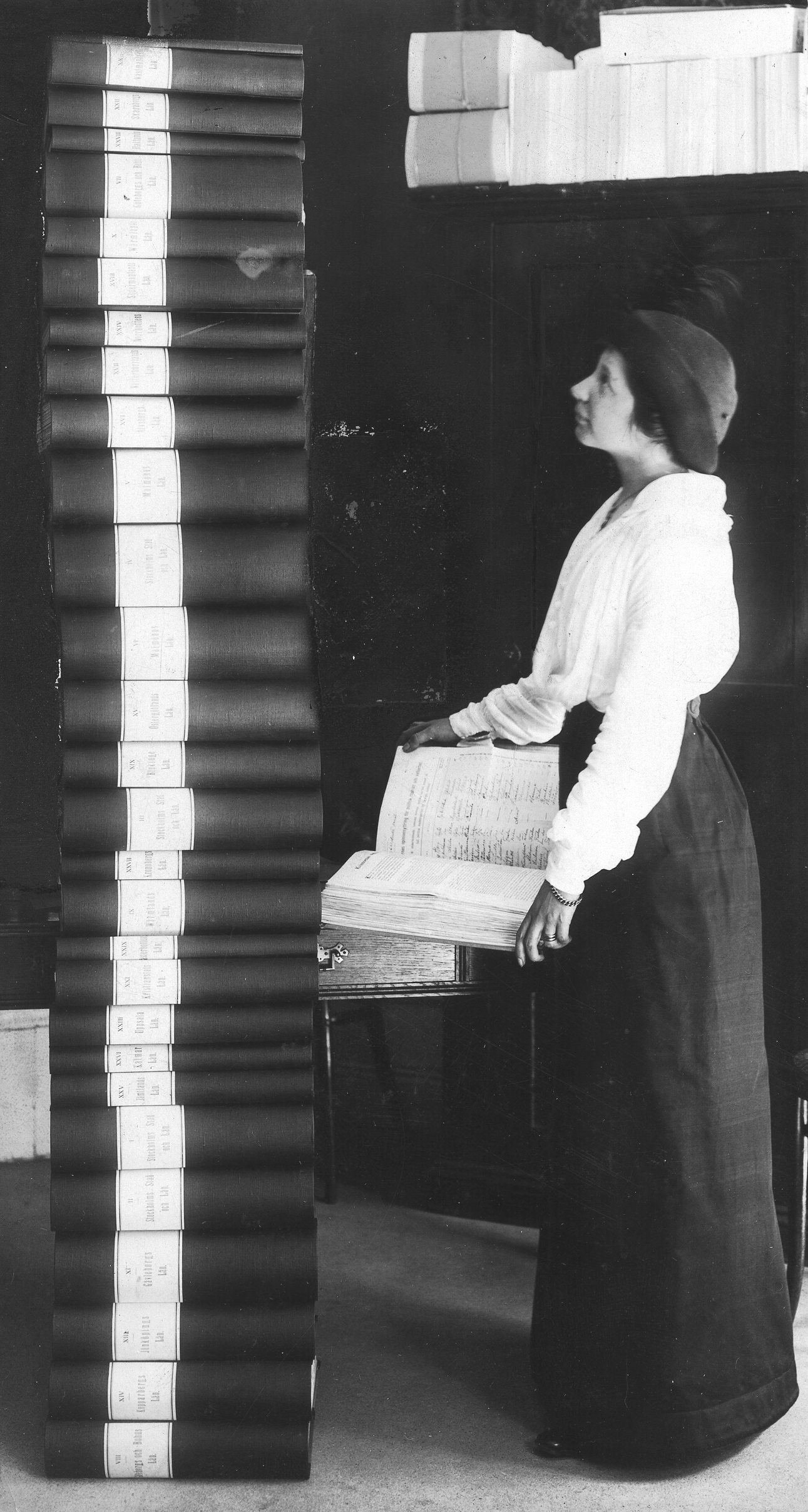
Krav på allmän och kvinnlig rösträtt höjdes årtiondena runt sekelskiftet 1900. På bilden Elin Wägner med en trave namnunderskrifter.

Rösträttsfrågan kom att debatteras livligt från 1860-talet, då krav på en i praktiken allmän rösträtt fördes fram. Allmän rösträtt (men ej lika rösträtt) för män vid val till andra kammaren genomfördes 1909. År 1918 infördes allmän och lika rösträtt för män, och 1921 för kvinnor, när också andrakammarvalet 1921 hölls. Inte förrän då blev riksdagen fullt ut en demokratisk representation för hela folket. Män hade sedan 1909 visserligen haft rösträtt till andra kammaren men till första kammaren, där den egentliga makten låg, fick de nästan allmän och lika rösträtt, det krävdes fullgjord värnplikt för rösträtt, samtidigt som kvinnorna fick allmän rösträtt. 1922 ändrades grundlagen så även myndiga män som inte fullgjort sin värnplikt fick rösträtt.
Rösträtt till landsting och stadsfullmäktigeförsamlingar, som i sin tur valde ledamöter till första kammaren, berodde 1867–1911 på förmögenhet och inkomst och även bolag och juridiska personer kunde ha rösträtt. Även kvinnor som betalade skatt hade rösträtt. Mer än hälften av alla män hade kommunal rösträtt, men eftersom rösträtten var graderad (ju större förmögenhet/inkomst desto fler röster hade väljaren) var det för de allra flesta meningslöst att delta i valen. Ledamöterna i första kammaren hade mandatperioder på nio år; en niondedel av kammarens mandat omvaldes årligen.
Rösträtt vid val till andra kammaren var i vallag mellan 1867 och 1911 begränsad på följande sätt:
Rösträtt hade svenska medborgare, 
- som var män
- 21 år fyllda
- samt
  - a) innehade fastighet taxerad till minst 1 000 riksdaler (senare kronor) eller
  - b) arrende av jordbruksfastighet taxerad till minst 6 000 riksdaler eller
  - c) uppbärande av skattepliktig inkomst på minst 800 riksdaler.
- Dessutom krävdes att man hade betalat sina skulder (kommunalskatten) till kommunen.

Reglerna om rösträtt gjorde att kammaren knappast valdes på ett demokratiskt sätt: 5,5 procent av befolkningen och 21 procent av alla myndiga män hade rösträtt. För att vara valbar måste man vara 25 år fyllda samt ha rösträtt.
Rösträttsreformen 1909 innebar att andra kammarens väljarkår ökade från 9,5 procent till 19 procent av den totala folkmängden. Rösträttsåldern höjdes från 21 till 24 år. Män som levde av fattigvården, ej hade fullgjort värnplikt och kvinnor saknade generellt rösträtt. För val till första kammaren infördes en fyrtiogradig skala. År 1918 infördes kvinnlig rösträtt och kraven på betalda skulder till kommunen togs bort. Rösträttsåldern för val till andra kammaren sänktes till 23 år. Rösträttsåldern för val till första kammaren höjdes från 21 till 27 år (sänkt till 23 år 1937, 21 år 1941 och 20 år 1965). Den som var varaktigt försörjd av fattigvården eller satt i konkurs saknade fortfarande rösträtt. Kravet på fullgjord värnplikt togs bort 1922. Rösträttsreformerna innebar att 54 procent av hela befolkningen hade rösträtt 1921. Dagens vallag är mer generös.

### Kvinnlig representation

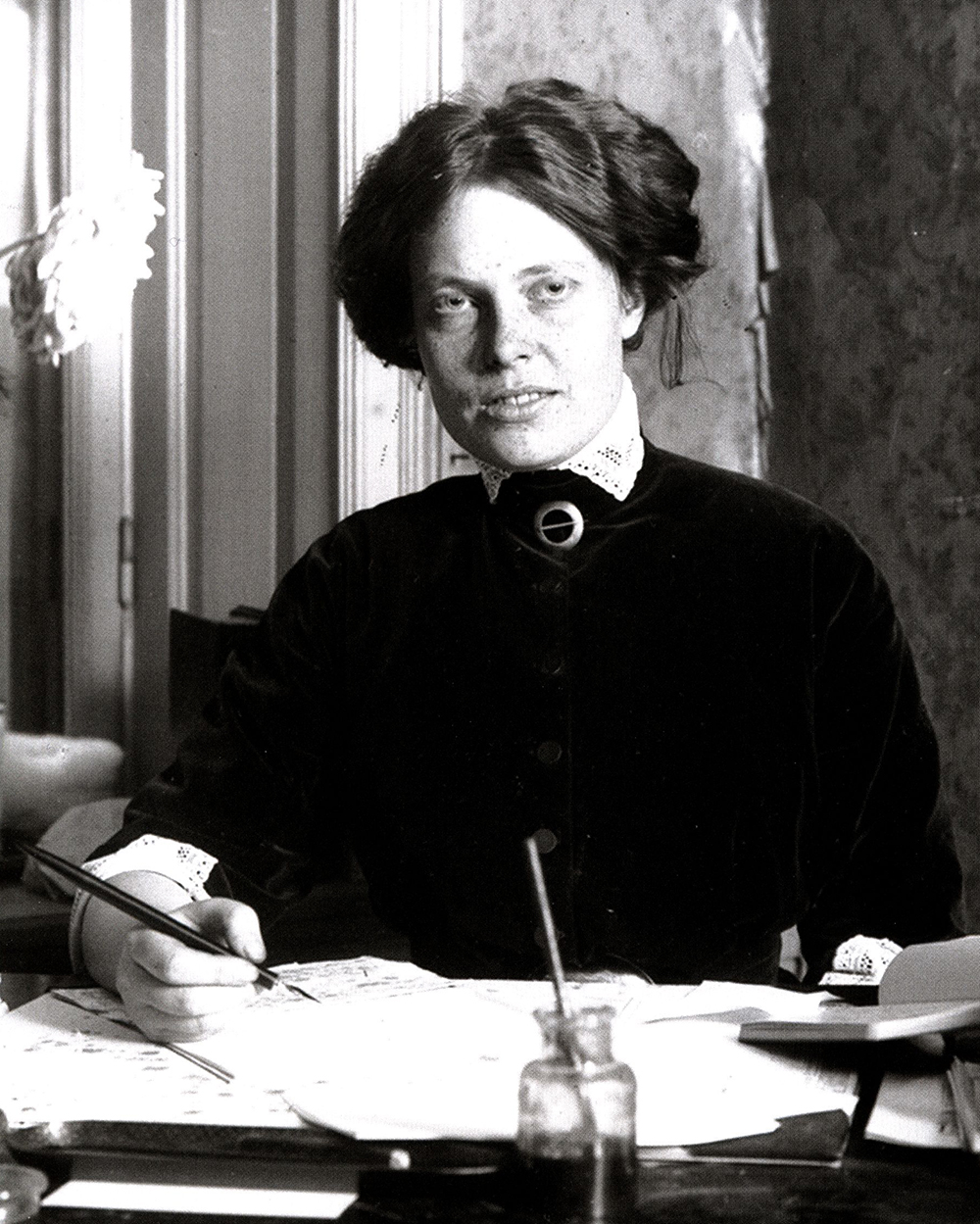
Kerstin Hesselgren, första kvinna i första kammaren.

1921 valdes de första kvinnorna in som ledamöter i Sveriges riksdag. Kerstin Hesselgren valdes till första kammaren, medan Elisabeth Tamm, Nelly Thüring, Agda Östlund och Bertha Wellin valdes in i andra kammaren. Andelen kvinnliga riksdagsledamöter steg till en början långsamt, och 1971 var ännu endast 14 procent av ledamöterna kvinnor.
Under senare år har dock andelen kvinnliga ledamöter ökat snabbare, delvis som en följd av medvetna satsningar (i vissa fall med "varannan damernas" på valbar plats) av de större politiska partierna. Efter riksdagsvalet 2014 var andelen kvinnor i riksdagen 43,6 procent, och efter riksdagsvalet 2018 hade siffran stigit ytterligare, till 46,1 procent. Sveriges är ett av världens länder med högst andel kvinnliga parlamentariker.

### Enkammarsystem

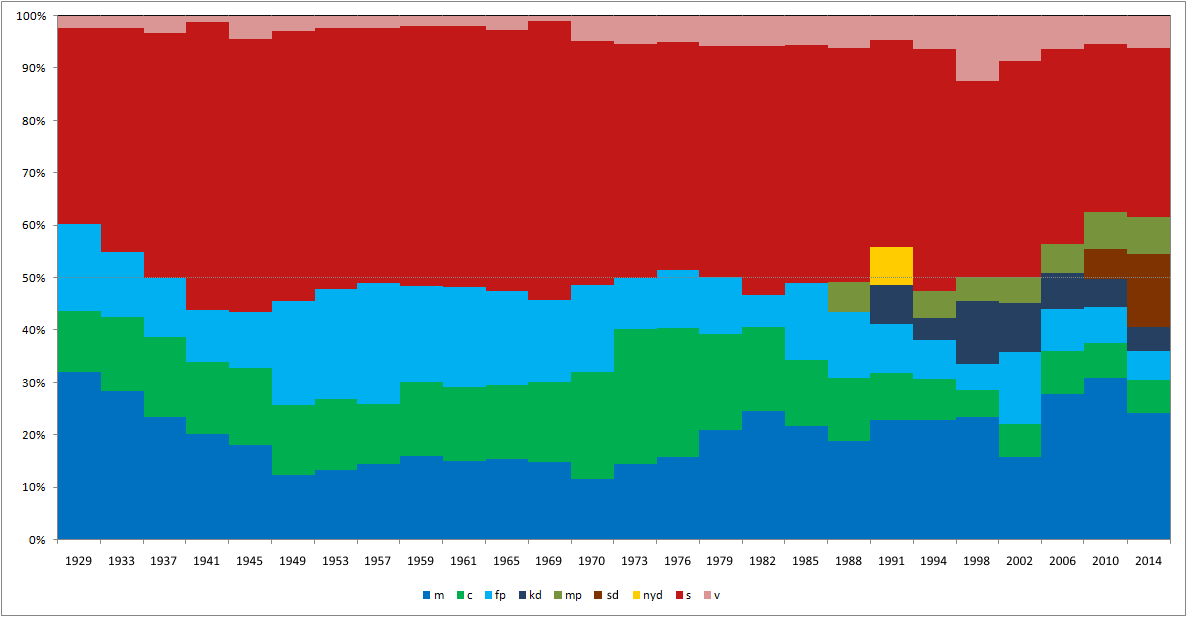
Riksdagens mandatfördelning 1929–2014.

År 1971 övergavs tvåkammarsystemet och en kammare med 350 ledamöter infördes. Samtidigt gjordes utskottsväsendet om. Systemet med olika utskott för lagfrågor respektive budgetfrågor övergavs och 16 utskott för olika ämnesområden, fackutskott, inrättades. Tre år senare, 1974, fick Sverige såväl en ny riksdagsordning som en ny regeringsform. Parlamentarismens principer skrevs in i regeringsformen och talmannen tilldelades en central roll vid bildandet av regeringar. Till valet 1976 sänktes rösträttsåldern från 20 till 18 år. Vid samma tillfälle ändrades antalet riksdagsledamöter från 350 till 349.

### Jämviktsriksdag
Olägenheterna med ett jämnt antal ledamöter visade sig ganska snart. Vid riksdagsvalet 1973 fick de socialistiska och borgerliga blocken 175 riksdagsplatser var. Det ledde till att flera omröstningar i riksdagen fick avgöras med hjälp av lotten. I folkmun har den kallas ”Lotteririksdagen”. Den 10 januari 1975 hölls riksdagens högtidliga öppnande, som från och med detta år kallades riksmötets öppnande, i den provisoriska plenisalen i Kulturhuset vid Sergels torg i Stockholm. 1975 års riksmöte varade endast under vårsessionen, eftersom riksdagens arbetsår ändrades från att tidigare ha omfattat en vår- och en höstsession till att omfatta en höst- och en vårsession. Den 15 oktober 1975 öppnades således 1975/1976 års riksmöte och från och med 1976/1977 års riksmöte har kammaren 349 ledamöter. Då talmannen inte har rösträtt går den person från talmannens parti som stod närmast att bli invald i riksdagen in som ersättare på talmannens plats i riksdagen.

### Fyraårig valperiod
År 1994 fattade riksdagen två beslut som förändrade riksdagens arbete: dels att valperioden skulle förlängas från tre till fyra år, dels att budgetarbetet skulle effektiviseras. Det senare innebär att budgetåret numera löper på kalenderår samt att budgetpropositionen läggs fram och behandlas under hösten.

## Val till riksdagen
Val till riksdagen äger rum vart fjärde år den andra söndagen i september. För att ett parti ska få plats i riksdagen krävs minst fyra procent av rösterna i hela landet eller tolv procent av rösterna i någon valkrets (inget parti har dock någonsin vunnit riksdagsrepresentation genom tolvprocentsregeln). Mandaten fördelas enligt jämkade uddatalsmetoden.

### Historiska valresultat

#### Mandatfördelning i första kammaren 1912–1970
| 12 | 52 | 86 |

| 150 |

| 13 | 49 | 88 |

| 150 |

| 14 | 47 | 89 |

| 150 |

|  | 16 | 45 | 88 |

| 150 |

|  | 51 | 19 | 40 | 37 |

| 150 |

|  | 50 | 18 | 38 | 41 |

| 149 |

|  | 52 | 18 | 35 | 44 |

| 149 |

|  | 52 | 17 | 31 | 49 |

| 149 |

|  | 58 | 18 | 23 | 50 |

| 149 |

|  | 66 | 22 | 16 | 45 |

| 150 |

|  | 75 | 24 | 15 | 35 |

| 150 |

|  | 83 | 21 | 14 | 30 |

| 148 |

|  | 84 | 21 | 18 | 24 |

| 144 |

|  | 79 | 25 | 22 | 20 |

| 144 |

|  | 79 | 25 | 30 | 13 |

| 140 |

|  | 79 | 22 | 32 | 16 |

| 140 |

|  | 77 | 20 | 33 | 19 |

| 140 |

|  | 78 | 19 | 26 | 26 |

| 138 |

|  | 79 | 20 | 26 | 25 |

| 134 |

#### Mandatfördelning i valet till andra kammaren, valen 1911–1968
| 64 | 101 | 65 |

| 73 | 71 | 86 |

| 87 | 57 | 86 |

| 11 | 86 | 12 | 62 | 59 |

|  | 75 |  | 29 | 47 | 70 |

| 13 | 93 | 21 | 41 | 62 |

| 226 |

|  | 104 | 23 | 28 |  | 65 |

| 227 |

|  | 90 | 27 | 28 |  | 73 |

| 227 |

|  |  | 104 | 36 | 24 | 58 |

| 225 |

|  |  | 112 | 36 | 27 | 44 |

| 220 |

|  | 134 | 28 | 23 | 42 |

| 213 |

| 15 | 115 | 35 | 26 | 39 |

| 212 |

|  | 112 | 30 | 57 | 23 |

| 208 |

|  | 110 | 26 | 58 | 31 |

| 202 |

|  | 106 | 19 | 58 | 42 |

| 202 |

|  | 111 | 32 | 38 | 45 |

| 200 | 31 |

|  | 114 | 34 | 40 | 39 |

| 199 | 33 |

|  | 113 | 36 | 43 | 33 |

| 202 |

|  | 125 | 39 | 34 | 32 |

| 197 | 36 |

#### Mandatfördelning i val till Sveriges riksdag, valen 1970–2022
| 17 | 163 | 71 | 58 | 41 |

| 301 | 49 |

| 19 | 156 | 90 | 34 | 51 |

| 276 | 74 |

| 17 | 152 | 86 | 39 | 55 |

| 274 | 75 |

| 20 | 154 | 64 | 38 | 73 |

| 257 | 92 |

| 20 | 166 | 56 | 21 | 86 |

| 254 | 95 |

| 19 | 159 | 44 | 51 | 76 |

| 241 | 108 |

| 21 | 156 | 20 | 42 | 44 | 66 |

| 227 | 122 |

| 16 | 138 | 25 | 31 | 33 | 26 | 80 |

| 234 | 115 |

| 22 | 161 | 18 | 27 | 26 | 15 | 80 |

| 208 | 141 |

| 43 | 131 | 16 | 18 | 17 | 42 | 82 |

| 200 | 149 |

| 30 | 144 | 17 | 22 | 48 | 33 | 55 |

| 191 | 158 |

| 22 | 130 | 19 | 29 | 28 | 24 | 97 |

| 184 | 165 |

| 19 | 112 | 25 | 20 | 23 | 24 | 19 | 107 |

| 192 | 157 |

| 21 | 113 | 25 | 49 | 22 | 19 | 16 | 84 |

| 197 | 152 |

| 28 | 100 | 16 | 62 | 31 | 20 | 22 | 70 |

| 188 | 161 |

| 24 | 107 | 18 | 73 | 24 | 16 | 19 | 68 |

| 188 | 161 |

## Riksdagen i dag

### Riksdagspartier
Partier representerade i riksdagen i dag (med resultat i riksdagsvalet i Sverige 2022) är
- Sveriges socialdemokratiska arbetareparti (30,33 %)
- Sverigedemokraterna (20,54 %)
- Moderata samlingspartiet (19,10 %)
- Vänsterpartiet (6,75 %)
- Centerpartiet (6,71 %)
- Kristdemokraterna (5,34 %)
- Miljöpartiet de gröna (5,08 %)
- Liberalerna (4,61 %)

## Coronariksdagen

Ett diagram över riksdagen med 55 ledamöter.

Den 16 mars 2020 kom riksdagspartiernas gruppledare överens om att, på grund av coronaviruspandemin, minska ned riksdagens platser till 55 stycken vid omröstningar. Partierna tilldelades voteringsmandat enligt följande:
|  | Socialdemokraterna: 16  |
|  | Moderaterna: 11         |
|  | Sverigedemokraterna: 10 |
|  | Centerpartiet: 5        |
|  | Vänsterpartiet: 4       |
|  | Kristdemokraterna: 3    |
|  | Liberalerna: 3          |
|  | Miljöpartiet: 3         |

Riksdagspartiernas gruppledare beslutade den 6 september 2021 i samråd med riksdagens talman att efter riksmötets öppnande den 14 september återgå till normala arbetsformer i riksdagen med möjlighet för samtliga 349 riksdagsledamöter att delta i voteringar.

## Småpartispärrar
Det finns en begränsning om att politiska partier måste erhålla minst fyra procent av de avlagda rösterna för att komma in i riksdagen – denna gräns brukar kallas ”fyraprocentsspärren”. Om partiet får minst tolv procent av rösterna i en valkrets så kan det dock få del av valkretsens fasta mandat. Det är inte säkert att tolv procent ger något mandat; om något parti exempelvis får tolv procent på Gotland, då räcker inte tolv procent eftersom det bara finns två mandat där. Detta har dock aldrig hänt i praktiken. Spärren kan också kringgås genom att partier går fram i valallians, och tillsammans kommer över spärren. Kristdemokraterna fick ett mandat på det viset, mandatperioden 1985–1988, innan de kom in i riksdagen av egen kraft 1991. I valet 1988 var de nära att klara tolv procent i Jönköpings län.